# Cidnopus
Cidnopus  (лат.) — род щелкунов из подсемейства Dendrometrinae.

## Описание
Щелкуны мелких и средних размеров. Тело узкое, почти параллельносторонее, имеет чёрную окраску, с лёгким металлическим отливом. Область наличника узкая. Усики у самца и самки пиловидные начиная с четвёртого сегмента. Задний край проплевр без выемок. Бедренные покрышки задних тазиков по направлению наружу сужаются неравномерно и заметно. Все сегменты лапок без лопастинок.

## Экология
Встречаются эти щелкуны в лесах на лугах с достаточным увлажнением. Проволочники развиваются в почве и являются полифагами, но преимущественно хищники.

## Систематика
В составе рода:
- вид: Cidnopus aeruginosus
- вид: Cidnopus brusteli
- вид: Cidnopus crassipes
- вид: Cidnopus hubeiensis
- вид: Cidnopus koltzei
- вид: Cidnopus macedonicus
- вид: Cidnopus marginellus
- вид: Cidnopus marginipennis
- вид: Cidnopus obienesis
- вид: Cidnopus parallelus
- вид: Cidnopus pilosus
- вид: Cidnopus platiai
- вид: Cidnopus pseudopilosus
- вид: Cidnopus ruzenae
- вид: Cidnopus schurmanni
- вид: Cidnopus scutellaris
- вид: Cidnopus turcicus